# Desa Saguling (administrativ by i Indonesien, lat -6,90, long 107,37)
Desa Saguling är en administrativ by i Indonesien.   Den ligger i provinsen Jawa Barat, i den västra delen av landet, 100 km sydost om huvudstaden Jakarta.